# Kurhaus (Bad Schwalbach)

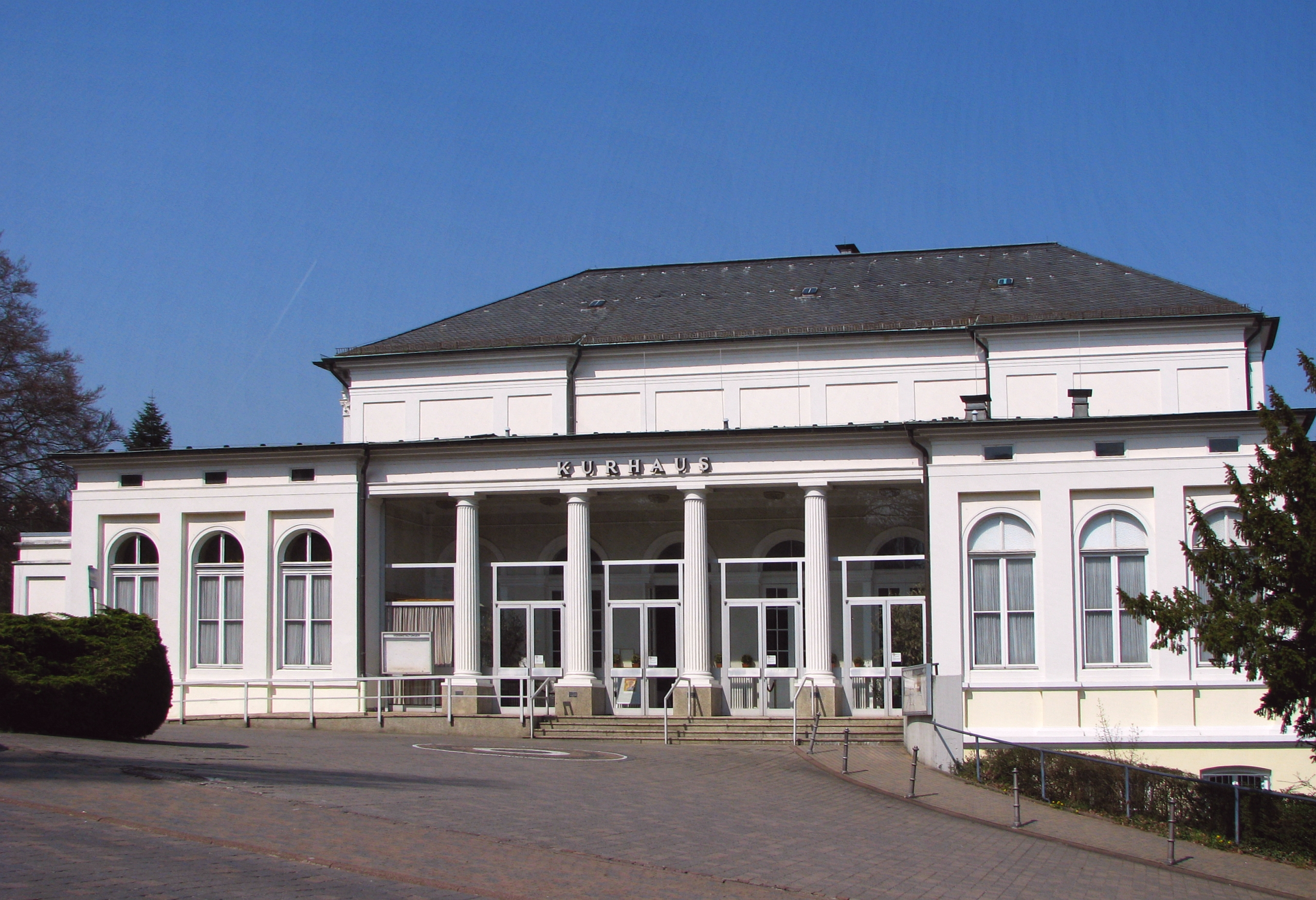
Kurhaus von Bad Schwalbach (1879) am Kurpark

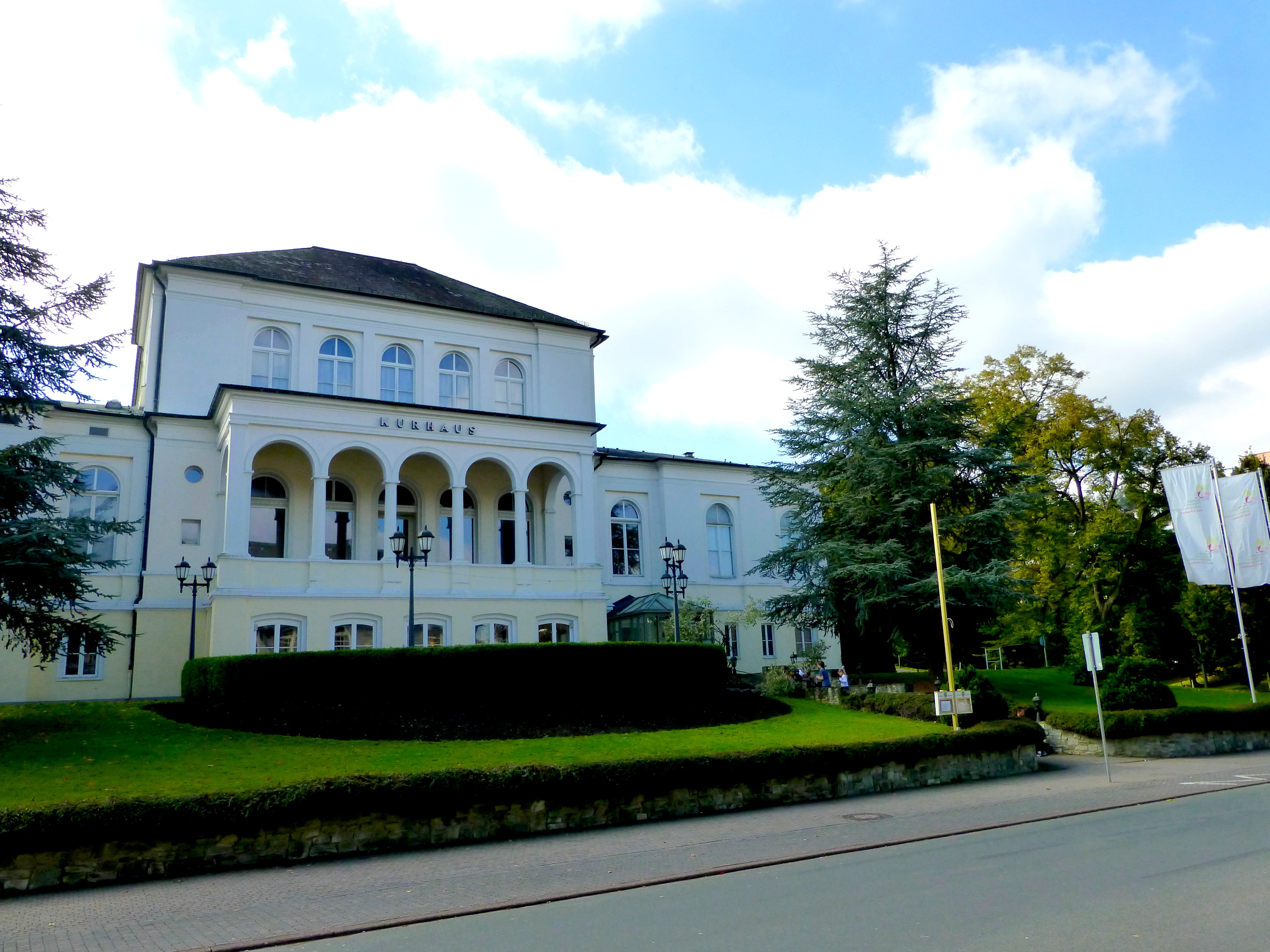
Kurhaus Bad Schwalbach

Das Kurhaus in Bad Schwalbach ist ein Gebäude im Stil der Neorenaissance aus der Blütezeit der Kur- und Badekultur im 19. Jahrhundert und steht als Kulturdenkmal unter Denkmalschutz.

## Geschichte
Unter Landgraf Karl Emanuel zu Hessen-Rotenburg (Regierungszeit 1778–1812) plante man den Bau eines Gesellschaftshauses. Dieses Vorhaben scheiterte genauso, wie spätere Ansätze der Regierung des Herzogtums Nassau und privater Hoteliers. In der zweiten Hälfte des 19. Jahrhunderts erwarb die Stadtgemeinde Schwalbach das Pfarrgartengelände am Eingang des Stahlbrunnentals gegenüber dem Amtsgebäude (Rotenburger Schlößchen).
Die Gemeinde schrieb einen Architektenwettbewerb aus. Die beiden mit dem 1. und dem 2. Preis prämierten Entwürfe – von Hugo Kafka und Otto Schulze (München) sowie von Fritz Seitz (Heidelberg) – wurden aber nicht umgesetzt. Stattdessen übernahm 1873 der Wiesbadener Architekt Philipp Hoffmann, der 1870 als Oberbaurat aus preußischem Staatsdienst in den Ruhestand versetzt worden war, das Bauvorhaben und reduzierte den Planungsumfang erheblich. Die bestehende Zehntscheune auf dem Gelände wurde abgerissen, und 1873 bis 1879 wurde der „Cursaal-Bau“ errichtet.
Treibende Kräfte des Baus des Kurhauses waren die Bürgermeister Philippi (1851–1876) und Höhn (1876–1899). Besondere Verdienste um das Kurhaus erwarben sich auch Johann Heinrich Fenner von Fenneberg und Sir Francis Head. 1876 beauftragte der Kurverein den Bildhauer Wilhelm Weidle (1849–1902) mit der Herstellung von Büsten der beiden letztgenannten, die im Kurhaus aufgestellt wurden und sich heute im Stadtarchiv befinden.
Im Ersten Weltkrieg diente das Kurhaus als Lazarett. Ab 1918 wurde es als Rathaus genutzt, da das eigentliche Rathaus von der Besatzungsmacht beschlagnahmt worden war. Nach der Freigabe wurde eine Spielbank im Kurhaus eingerichtet. 1930–1931 wurde das staatliche Kurhotel errichtet, das Kurhaus verlor dadurch an Bedeutung. Am 1. April 1932 erwarb der Freistaat Preußen das Kurhaus von der Gemeinde für 300.000 Reichsmark.
Im Zweiten Weltkrieg wurde das Kurhaus zunächst Durchgangslager für Kriegsdienstleistende und später Sonderdienststelle einer geheimen Militäreinheit. Nach dem Krieg nutzte es die US-amerikanische Besatzungsmacht als Ersatzteillager ihrer Luftwaffe.
1947 wurde das Kurhaus wieder freigegeben, als Kino ausgebaut und für Tanzveranstaltungen genutzt.

## Baubeschreibung
Das Kurhaus besteht größtenteils aus hellem französischem Kalkstein. Die stark plastische Fassadengliederung enthält Stilelemente der Renaissance und ist repräsentativ und monumental. Die Hauptfassade liegt im Osten Richtung Stadtzentrum. Über dem Sockelgeschoss steht der fünfachsige, ehemals von einem flachen Giebel bekrönte Mittelbau mit zwei Arkadengeschossen und vorgelagertem Portikus. Auf beiden Seiten stehen niedrigere dreiachsige Seitenflügel, früher mit ebenfalls giebelförmig abschließenden Mittelrisaliten. An Nord- und Südseite zum Park befinden sich jeweils fünfachsige, säulengestützte Loggien.
Im Inneren befindet sich der zweigeschossige Kursaal, der von Arkadenmauern mit Säulen aus schwarzem nassauischem Marmor begrenzt wird. Die Wände und Decken des Kursaals, des heutigen Roten und Kleinen Saals, sind reich mit teilweise farbig angelegten Stuckaturen geschmückt.